# Peperomia rivulamans
Peperomia rivulamans är en pepparväxtart som beskrevs av Silverst.. Peperomia rivulamans ingår i släktet peperomior, och familjen pepparväxter. Inga underarter finns listade i Catalogue of Life.